# 域外ポリネシア

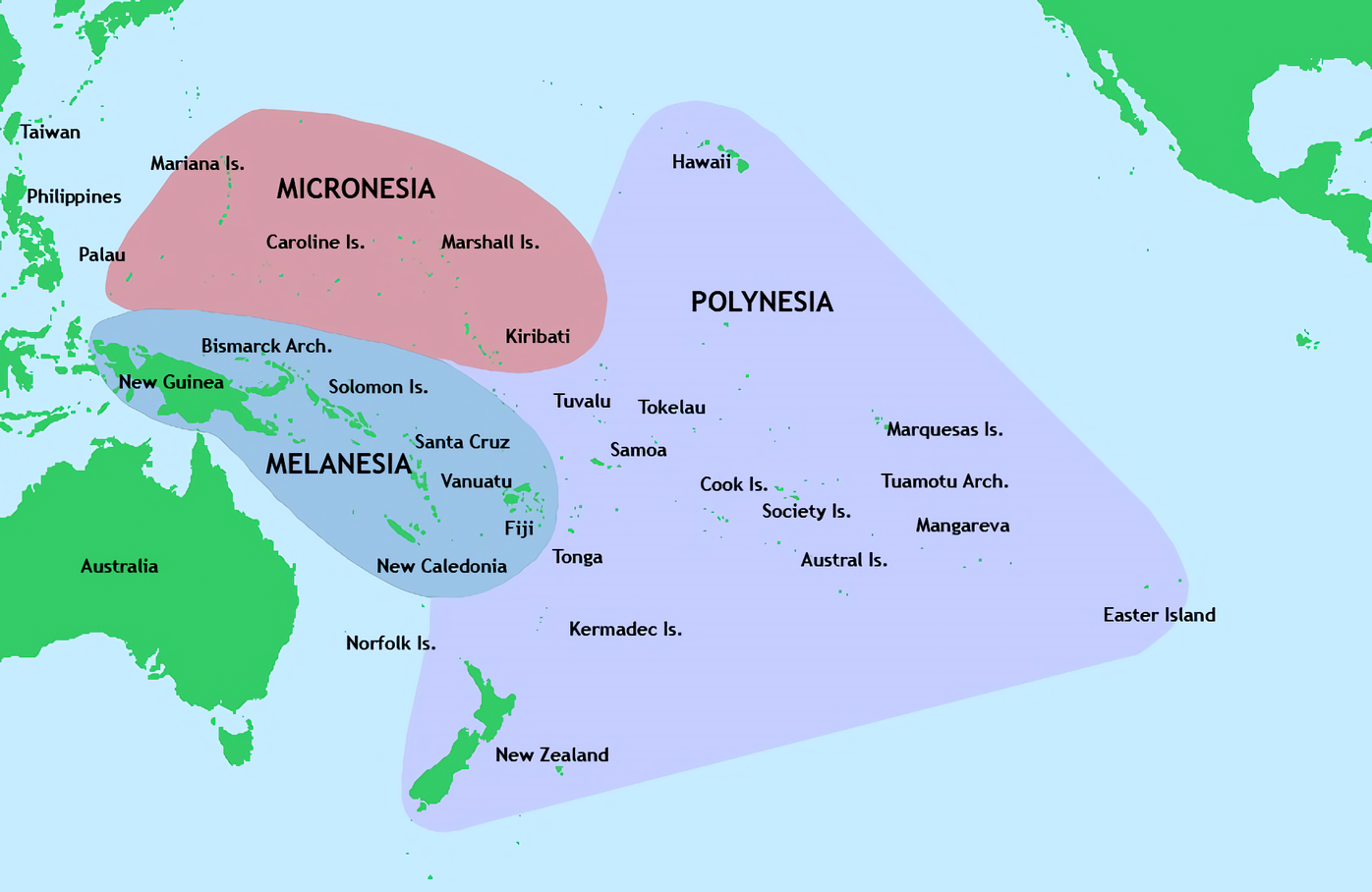
太平洋地域の大区分

域外ポリネシア（いきがいポリネシア）、またはポリネシアン・アウトライアー（英: Polynesian outlier）とは、ポリネシアン・トライアングルと呼ばれる主要なポリネシア地域の外部にありながらもポリネシア文化を保有する多くの社会を指す。域外ポリネシアは、太平洋地域を形成する他の2つの地域であるメラネシアとミクロネシアの中に飛び地状に広がっている。考古学的・言語学的知見から、これらの島々は、海を渡ったポリネシア人たちが移り住んだものであり、その大部分は今日のトンガ・サモア・ツバル地域からの移民であると考えられている。

## 概要
一般に「ポリネシア」と呼ばれる地域には何千もの島があり、その大部分は大まかにはハワイ諸島、イースター島、ニュージーランド列島に囲まれた三角形の中に位置づけられる。一般にミクロネシアとメラネシアとされるポリネシアン・トライアングルの外にも20あまりのポリネシア文化をもつ島がある。それらのほとんどは小さくまた広範に散らばっており、住民はポリネシアの言語を話している。これらの島々は総称してポリネシアの「飛び地（outliers; 外れ値）」と呼ばれている。
域外ポリネシアの住民は、一般に、ポリネシアン・トライアングルで見られる特徴を共有している。身体的な面では、ポリネシア人は茶色い肌と黒い波状毛を持つ傾向があり、通常は筋肉質で長身である。
すべての域外ポリネシア人が明らかにポリネシア系の言語を話していることは、彼らの先祖が主たるポリネシア地域からごく最近移住したことを示唆している。しかし、社会的には大きな変化を経た部分もある。メラネシア人またはミクロネシア人の住民に近接して暮らし、彼らの影響を受けたとみられる地域もあれば、また他方では、地理的・生態的条件のために孤立し、あるいは好んで孤立した結果、より典型的なポリネシア人のように見えることもある。

## 地理
域外ポリネシア文化は、太平洋の6か国にわたって分散している。すなわち、ミクロネシア連邦・パプアニューギニア・ソロモン諸島・バヌアツ・フィジー・ニューカレドニアである。該当する島は次の通り。

域外ポリネシア（赤文字）とその先住地（赤色部分）

### ミクロネシア連邦
- カピンガマランギ環礁
- ヌクオロ環礁

### パプアニューギニア
- ヌグリア環礁
- ヌクマヌ環礁
- タウー環礁

### ソロモン諸島
- アヌータ島
- ベローナ島
- オントンジャワ環礁
- レンネル島
- シカイアナ環礁
- ティコピア島
- ピレニ島（リーフ諸島）
- ダフ諸島

### バヌアツ
- エマエ島
- マクラ島
- メレ島
- アニワ島
- フトゥナ島

### フィジー
- ロツマ島

### ニューカレドニア
- ウベア島（ロイヤルティ諸島）

これらの人々のつながりは複雑である。彼らはトンガ、サモア、ラロトンガ（クック諸島）、ウォリス・フツナから来住している。まずニューカレドニア東海岸（バレエ、プエボ）に分散したポリネシア人の集団があり、 ウアイルー（Houaïlou）の東海岸からブーライユ（Bourail）の西海岸まで何世紀もかけて渡ってきている。 リフー島南岸にはウォリス島から来たポリネシア人の集団があり、その沿岸部にはラロトンガ島から来たグループがある。今日のレンネル島とベローナ島の住民は、ウベア島を経由してきた。 タウマコ島の人々は、エリス諸島から来た人々に加え、ティコピア島の住民も一部含まれている。シェパード諸島のトンゴア島、トンガリキ島、マクラ島にはサモアのカヌー乗りの子孫がいる。

## 言語
ミクロネシア連邦・パプアニューギニアおよびソロモン諸島北部の飛び地住民はツバル語を含むエリス諸語を話しているが、南に遠く離れたソロモン諸島南部・バヌアツ・ニューカレドニアの諸地域ではフトゥナ諸語が話される。これはサモア諸語の下位グループのうち2つであるが、この語群が時にサモア域外諸語（外縁諸語）とも呼ばれるのはこのためである。これは中核ポリネシア諸語の下位分類に位置付けられる。
これら域外ポリネシアの島々の中には、メラネシア方言やメラネシア語も話せる人々も存在する。

## 遺伝学的知見
ソロモン諸島とバヌアツの2400人のDNAを分析した1983年の研究では、この集団における域外ポリネシアの島々をはっきりと区別する指標が見つかった。考察された4つの飛び地のうち、アヌータ島は最も遺伝的に異なっており、レネル島とベローナ島がこれに続いた。ティコピアは、近接するメラネシア人からの影響がより大きく表れた。すべては島嶼間の人口移動の痕跡を示しており、またわずかではあるにせよ、ヨーロッパ人やアフリカ人、アジア人由来の遺伝的証拠も見つかった。